# Thortveitite
La thortveitite est une espèce minérale du groupe des silicates sous groupe des sorosilicates de formule (Sc,Y)2Si2O7 qui se trouve dans les pegmatites granitiques. Elle représente la source primaire de scandium. Le nom du minéral dérive du nom du minéralogiste norvégien Olaus Thortveit, qui l'a découvert.

## Cristallochimie
Elle sert de chef de file à un groupe de minéraux isostructuraux, le groupe de la thortveitite.

### Groupe de la thortveitite
- Gittinsite CaZrSi2O7
- Keiviite-(Y) (Y,Yb)2Si2O7
- Keiviite-(Yb) (Yb,Y)2Si2O7
- Thortveitite (Sc,Y)2Si2O7